# (1836) Komarov
(1836) Komarov es un asteroide que forma parte del cinturón de asteroides y fue descubierto el 26 de julio de 1971 por Nikolái Stepánovich Chernyj desde el Observatorio Astrofísico de Crimea, Naúchni.

## Designación y nombre
Komarov recibió inicialmente la designación de 1971 OT.
Posteriormente, fue nombrado en honor del cosmonauta soviético Vladímir Mijáilovich Komarov (1927-1967), que murió al estrellarse contra el suelo la cápsula que tripulaba.

## Características orbitales
Komarov está situado a una distancia media de 2,782 ua del Sol, pudiendo alejarse hasta 3,321 ua. Su inclinación orbital es 7,03° y la excentricidad 0,1936. Emplea en completar una órbita alrededor del Sol 1695 días.